# الفی زین
الفی زین (آلمانی: Elfi Zinn؛ زادهٔ ۲۴ اوت ۱۹۵۳) دونده دو نیمه‌استقامت اهل آلمان بود.